# 脱植民地化

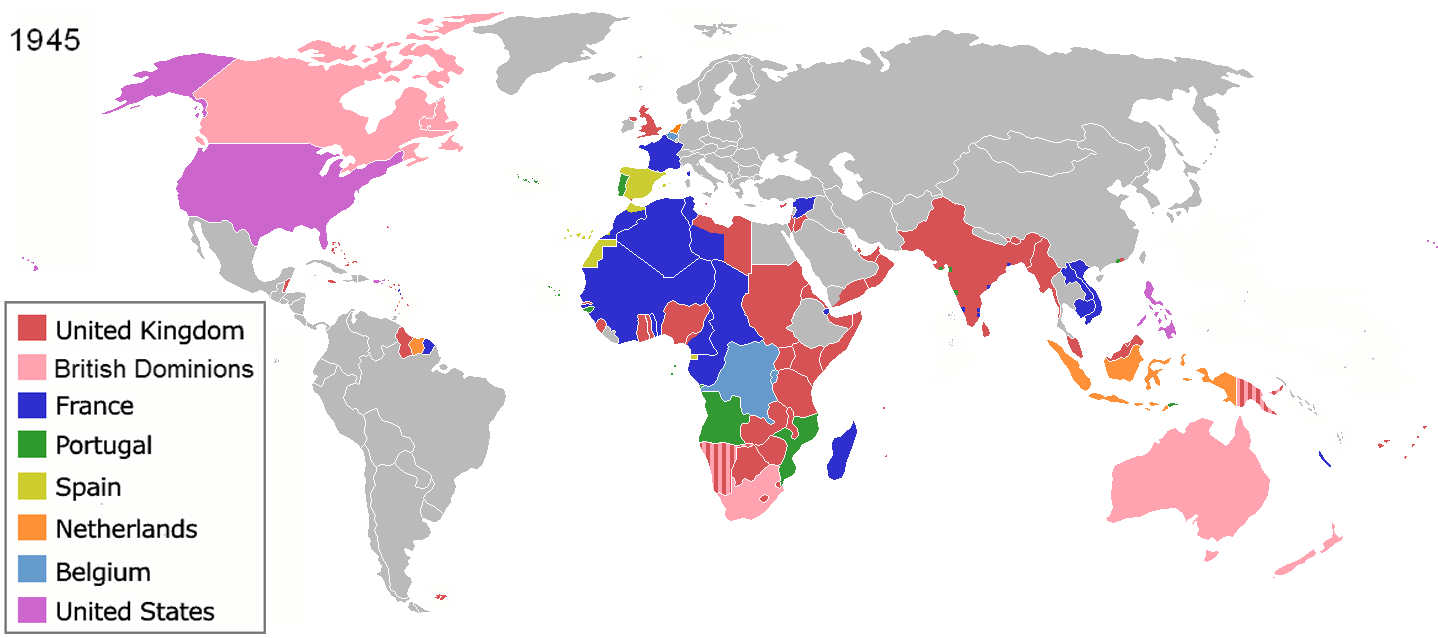
1945年（第二次大戦後）時点の植民地（この図には本国も含まれている）

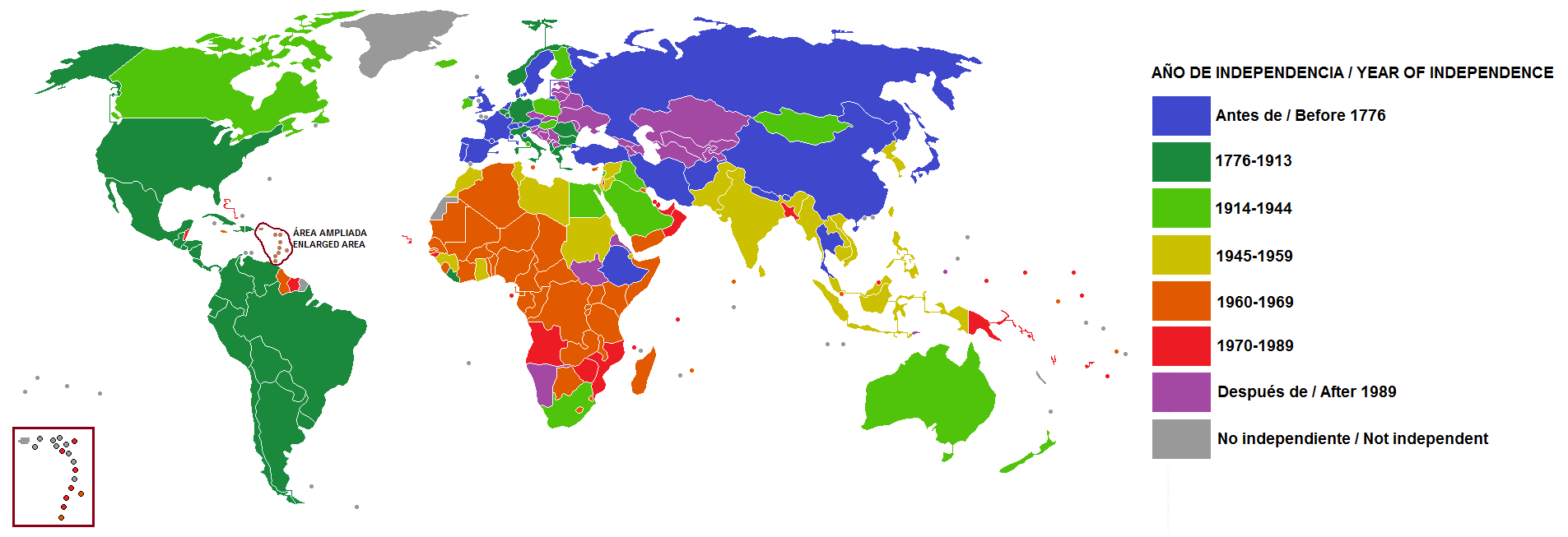
各国の独立年

脱植民地化（だつしょくみんちか、英語：decolonization）は、植民地が宗主国からの独立を獲得する過程であり、植民地化に対立する概念である。非植民地化（ひしょくみんちか）ともいう。
脱植民地化は独立の獲得、支配国や他の国家との統合、あるいは「自由連合」(free association)の状態を確立することによって達成される。国際連合は脱植民地化の過程においては人民の自決以外の原則はありえないことを明言している。脱植民地化は平和的かつ革命的に行われる場合もあれば、現地民による暴力的反乱を伴う場合もある。なお、厳密な意味では「脱植民地化」は帝国の崩壊による宗主国の消滅とは区別され、その時期は一般的に以下に示すヨーロッパ宗主国からの独立という二つの大きな波を指す。
18世紀末から19世紀にかけて、アメリカ独立戦争を皮切りに南北アメリカ大陸の脱植民地が起った。アメリカ独立戦争は現在のアメリカ合衆国である地域におけるイギリスの支配に対する入植者の反乱であり、その流れはラテンアメリカにおけるスペイン帝国、ポルトガル海上帝国の支配体制崩壊に至った。
一方、20世紀、21世紀の「脱植民地化」は、第二次世界大戦以後の、アジアおよびアフリカにおける多くのヨーロッパ諸国の植民地、保護国（従属国）の独立の達成を指すのが通常である。この流れはポストコロニアル理論と呼ばれる文芸批評運動とも連動している。1945年から1960年の間は、1947年のイギリスからのパキスタンとインドの独立をはじめとして、特に活発に脱植民地化が行われた時期であった。
また独立後旧宗主国の社会・文化的影響からの離脱も含む。

## 方法と段階
脱植民地化は政治的な過程であるが、しばしば暴力的闘争を伴う。状況が極度に緊迫すれば、革命に続いて独立戦争が生じる場合もあるが、より一般的には大きな流れとして、交渉が決裂し、小規模な騒乱が起こり、これが警察や軍によって鎮圧され、更に過激な反乱へと拡大し、交渉に次ぐ交渉が重ねられ最終的に独立が保証されるという展開をとる。例えばフランス領インドシナでは独立戦争が発生したが、フランス領西アフリカの（マグリブ諸国を除く）一部の国では暴動と交渉の繰り返しによって脱植民地化が図られた。また稀な場合ではあるが、インドの例などでは、現地民側は非暴力の立場をとり、暴力は占領者側からの抑圧や、独立によって不利益を被ると感じる少数派現地民の政治的反抗の手段として用いられている。脱植民地化の過程は、新たに独立する国の「事実上」の政権が、国際社会より「法的」な主権国家として認められてはじめて完遂される。
独立は外部勢力からの刺激や実際的援助なしに達成することは困難ではあるが、このような援助を行う動機はさまざまである。民族や宗教を一にする国家からの被抑圧民への同情に起因する場合もあれば、強力な国家が、覇権を争ったり敵対したりしている国家の勢力を弱めたり、自身の勢力範囲を拡大するための戦略的行為として植民地の解体を試みる場合もある（アメリカによる西半球全体への戦略であるモンロー主義など）。
第一次世界大戦以後、国際世論は植民地解放賛成に傾き、国際連盟による植民地解放への制度的な集団的取り組みが行われ、国際連盟規約第22条に基づき、多くの委任統治領がおかれた。これは名目上はこれらの地域における自治政府設立の準備を目的としていたが、実際はドイツとオスマン帝国を主とする敗戦国の旧植民地支配権の再配分に過ぎなかった。この再配分制度は国際連合にも引き継がれており、日本を含む第二次世界大戦敗戦国の旧植民地や委任統治領の支配の調整を行うために信託統治制度がおかれた。
ジブラルタルやフォークランド諸島など一部の植民地では、植民地状態を継続することを住民投票により選択している。また、一部では、旧宗主国が、自身の支配体制が弱体化した後に、植民地における経済、軍事などの負担を削減するために積極的に脱植民地化を進めた事例もある。
帝国の拡大と縮小は歴史の常であるが、近現代の脱植民地化という現象はいくつかの点から史上まれにみる結果を生み出したといえる。すなわち現代においては、ある国家が植民地の事実上の支配も法的な支配権も放棄した場合には、通常はその旧植民地が別の覇権国家に吸収されるということはない。更に、旧宗主国は、多くの場合単に国家として存続し続けているだけではなく、旧植民地との間に強い政治的、文化的連係を保ち、大国としての地位を維持し続けているのである。このような連係を通して、皮肉なことに、旧宗主国は帝国のかつての権益の主要部分を保持し続け、しかもそのためのコストを削減することに成功している。脱植民地化の要求に対しては往々にして宗主国側の抵抗があるものの、結局のところ脱植民地化の結果は旧宗主国の権益を守るものとなっているのである。
脱植民地化が一回の歴史的事件によって達成されることは稀であり、通常は宗主国から与えられたり、闘争によって獲得される段階的な解放の積み重ねによって進行していく。その段階には例えば、諮問や投票による代表選出制や、ある程度の自治制度の導入がある。脱植民地化の最終段階は、形式上は外交及び安全保障責任の移譲と、新独立国の法的承認の要請といえるであろう。しかしながら、独立承認以後でも、旧宗主国、旧植民地の二国間条約により一定の植民地関係が継続することがあり、そのことは特に軍事訓練、相互保障条約、駐屯部隊や軍事基地設置などの面で継続することが多い。

## 広義の脱植民地化
脱植民地化の概念範囲を広げると、一国の独立国内でも「内地脱植民地化」が起こりうる。例えば拡大期のアメリカ合衆国は、既存の州の国境沿いの土地を占領すると、準州（テリトリー）を設立して植民地化し、その地の発展が一定の成功を収めると、州への格上げと連邦加盟を請願させ、別個の国として独立させるのではなく、連邦内の議員選出権を持つ「主権保有」メンバーとして取り込むという方式をとった。
法的には国内の土地を一切「植民地化」していない国でも、実際の不平等が支配権を掌握する地域を生み出し、少なくとも被支配者側からは実質的な宗主国として認識される場合がある。このような地域は、例えば帝政ロシアおよびソビエト連邦におけるロシアのように最大の領地を持ち最も人口の多い地域や、あるいはハプスブルク朝期にシレジアからオスマン国境線にかけてのスラブ系「少数民族」の地を支配していたオーストリアのように征服者としての歴史を持つ地域である。その結果、これらの国家の解体は、こういった地域にとって事実上の脱植民地化と捉えられている。
なお、事態をさらに複雑にすることであるが、バルト三国（エストニア、ラトビア、リトアニア）はソ連へ加入したのではなく、ヨシフ・スターリンによって軍事力を持って併合され、不法に植民地化されたのであるから、ソ連解体によって独立が承認されたということは成立しないと主張している。この地域では多くの在来民族が強制移住させられ、ロシア人やソ連内の他国から多くの移住者が入植したが（1990年段階にはバルト三国の人口に占める在来民族の割合はようやく50%に達する程度であった）、他の正式に連邦に加入していた各ソビエト共和国においても、ロシア人は植民地支配者として強く認識されることが多く、これらロシア系移民はいずれの国においても連邦解体後は激しく社会的反発を受け、多くはロシア本国に帰還する傾向にある。

## 脱植民地化の歴史
この年表は、正確な時期について議論の余地のあるものも含まれる。多くは最終的な段階である独立の年月を示しているが、その前に自治期間がある場合もありえる。詳細については各国の歴史の項目を参照のこと。
なお、ここには厳密な意味の植民地だけではなく、保護国、共同統治地域、租借地なども一部含まれている。また脱植民地後の経過については記されていない。ソ連崩壊についても除外されている。

### 18・19世紀

#### 年表
| 年     | 宗主国     | 事件 |
| ------ | ---------- | --- |
| 1776年 | イギリス   | 北アメリカの13植民地が、武装蜂起の一年後、 独立宣言を行う。 |
| 1783年 | イギリス   | イギリス国王ジョージ3世がアメリカ合衆国の独立を承認する。 |
| 1803年 | フランス   | ルイジアナ買収により、北米における最後のフランス領がアメリカに譲渡される。 |
| 1804年 | フランス   | ハイチが独立を宣言し、ヨーロッパ諸国の支配から脱却した最初の非白人国家となる。 |
| 1808年 | ポルトガル | ポルトガル最大の植民地であったブラジルが、祖国を追われたポルトガル宮廷が居を定めたことにより、独立を達成する。1815年のジョアン6世の帰還後、その皇太子ペドロが1822年に独立「帝国」であることを宣言した。 |
| 1813年 | スペイン   | パラグアイ独立。 |
| 1816年 | スペイン   | アルゼンチン独立宣言。(当時アルゼンチンに含まれていたウルグアイは、ブラジルによる占領、アルゼンチンとの連邦の期間を経て1828年に独立を達成。)                                                            |
| 1818年 | スペイン   | チリ、二度目の独立宣言により独立。 |
| 1819年 | スペイン   | ヌエバグラナダが大コロンビアとして独立を獲得。 (後にコロンビア、エクアドル、パナマ、ベネズエラとなる。)                                                                                                 |
| 1821年 | スペイン   | ドミニカ共和国 (当時はサントドミンゴ)、ニカラグア、ホンジュラス、グアテマラ、エルサルバドル、コスタリカが独立を宣言。ベネズエラ及びメキシコが独立を獲得。                                               |
| 1822年 | スペイン   | エクアドルがスペインから独立。(1830年、コロンビアから独立。) |
| 1824年 | スペイン   | ペルーおよびボリビアが独立。 |
| 1865年 | スペイン   | ドミニカ共和国が4年間の再植民地化の後、最終的な独立を獲得。 |
| 1868年 | スペイン   | キューバが独立を宣言。1898年、アメリカにより再占領され、1902年まで米国軍事管理下におかれる。 |

### 戦間期及び第二次世界大戦中

#### 西ヨーロッパ列強
第一次世界大戦終結はヨーロッパ勢力による植民地経営の頂点の時期であり、また植民地に終止符を打つ流れが盛んになった時期でもあった。極度の物資の欠乏が世界中の経済状況を変化させ(特にインフレーションの多発)、「戦争帝国主義」による社会的圧迫とともに、貧農層 (peasant) の不安と中流階級の発生を促した。
経済成長により新しく意見を述べ始める層が台頭したが、これらの人々は人種問題への意識から、旧来の植民地支配者である中流層とは一線を画し、独自の政治団体の形成を指向した。またナショナリズムの勃興により、帝国主義イデオロギーは足下から崩壊し始めた。
もちろん、これ以外に、農業技術の発展や災害(フランス領インドシナの場合)、宗教の発展や変化(ミャンマーにおける仏教、オランダ領東インドにおけるイスラム教、ニヤサランドにおけるジョン・チレンベ (John Chilembwe) 主導の抵抗など)、また1930年代の世界恐慌の影響などの要因も見逃せない。
世界恐慌は、産業化社会への影響について論が集中しがちであるが、地方の植民地にも多大な被害を与えた。農業生産物の価格は、工業製品より遥かに大きく、また早く下落し、1925年頃より大戦の勃発まで、植民地は低迷した。宗主国である列強は国内問題に追われ、国際貿易への影響を無視した、保護貿易主義や関税政策が取られた。ほとんど全てが現金作物 (Cash crop) の産地であった植民地は、どこも輸出収入の大半を失い、宗主国経済の「開かれた」付属地域から、「閉じられた」システムの一部へと変質せざるをえなかった。一部の地域(イギリス領マラヤ (British Malaya) など)は、自給自足農業 (Subsistence agriculture) へ回帰したが、他の地域(インド、西アフリカなど)では経営の多角化が行われ、一部では工業化もはじまった。しかし、こういった経済形態は発展しようとすれば宗主国側の拘束によって妨害されてしまうものであった。またヨーロッパ人の所有・経営するプランテーションは、現地民資本家の経営するものよりも長期的なデフレーションに弱く、次第に「白人」農場経営主の支配力は弱まり、1930年代のヨーロッパの政府や投資家は、先住民エリートを支配者側に組み込まざるを得なくなっていった。
植民地改革の動きも植民地の終焉に拍車をかけた。特に「不干渉」を指向する共同統治制度から、経済変革を促進するための「分割的」な直接運営へ移行しようとする動きが大きな影響を与えた。本格的な官僚制政府の設立は、現地民ブルジョワジーの形成を促した。この現象は、イギリス帝国に特に顕著に見られたが、それというのも、イギリス帝国は政治的ナショナリズムの制圧にあまり成功していなかった(他国より厳しく行おうとしていた)ことによるのであろう。予算および人材の実際的問題のために、イギリスは民族主義者であるエリートたちと取引をおこなうことになったが、白人入植者が中心である自治領 (Dominion) についてはうまく扱うことができたものの、エジプトへの直接支配権を削減することでようやく戦略的資源を確保し、インドでは数多くの改革を行い、1935年に新インド統治法 (Government of India Act 1935) 成立に至ることとなる。
戦間期のアフリカはアジアとは全く違った道をたどった。熱帯アフリカは19世紀末までは、完全な植民地制度の中に組み込まれることはほとんどなかった。数少ない例外は南アフリカ連邦(南アフリカ連邦では、1924年以降、人種隔離政策（アパルトヘイト）が取られ、反植民地勢力の台頭を促進させることとなった)とエチオピア帝国 (Ethiopian Empire) であった。宗主国の支配政策は極端から極端へと揺れ動き、経済発展は阻害され、1939年以前には広範な民衆の支持を得た現地民の国家主義者集団は存在しなかった。

#### 米州
19世紀末、米西戦争の終結により、アメリカはスペインより獲得したいくつかの植民地（フィリピン、プエルトリコなど）を領有した。アメリカは当初これらの地域に対して植民地化政策を推し進め、特にフィリピンでは米比戦争をはじめとする現地民の「反乱」を鎮圧するために軍事力を投入したが、1930年代にはアメリカ対フィリピン政策は自治政府実現へと方向転換することとなった。

#### 日本
日本は近代において主に東アジアで広域支配を行い、台湾、朝鮮半島などを領有し、多くの内地人を入植させた。また第二次世界大戦中にはアジアの広範な地域を占領し、戦争中だけではあったものの、仏印、香港、フィリピン、ビルマ及び蘭印などのヨーロッパ植民地を獲得した。1945年の連合国への降伏以後、日本はこれらの支配地域を全て失った。ただし、日本は千島列島南部（北方領土）はソ連により不法占拠されている自国の領土であると主張している。

#### 年表
| 年     | 宗主国         | 事件 |
| ------ | -------------- | --- |
| 1919年 | イギリス       | カブールにおけるソ連大使の存在を受け入れることにより、アフガニスタンの保護国解除。 |
| 1921年 | 中国           | 弱体化した清国は外モンゴルに対する全ての支配権を失う。（より領土の広い内モンゴルは維持）外モンゴルは1912年に（チベットと同時に）自治権を獲得し、この時点において人民共和国となり、1924年以降は、事実上ソ連の衛星国となった。モンゴルの正式な承認は1945年。           |
| 1922年 | イギリス       | アイルランドにおいて、アイルランド共和軍（IRA）による反乱の後、アイルランドの大部分はアイルランド自由国として連合王国からの独立を果たし、800年間にわたるイギリス支配から脱却。アイルランド島北西部は北アイルランドとして連合王国の一部として存続。                   |
| 1923年 | イギリス       | ネパール(正式には植民地化されることはなかった)の事実上の保護国支配終結。 |
| 1930年 | イギリス       | 租借港威海の中国への返還。東アジアにおける最初の脱植民地化の動きとなる。 |
| 1931年 | イギリス       | ウエストミンスター憲章により、カナダ、ニュージーランド、ニューファンドランド、アイルランド、オーストラリアおよび南アフリカの事実上の完全独立が実現。イギリス議会は、これらの旧植民地に関する法律を、現地政府の承認なしに施行できないことを宣言した。                 |
| 1932年 | イギリス       | イラクに対する国際連盟委任統治解除。ただし、イギリスは1958年までイラクに軍隊を駐屯させ、政府に対する影響力を保持した。 |
| 1934年 | アメリカ合衆国 | フィリピンを自由連合州(Commonwealth)とする。キューバへ干渉する権利の根拠となっていたプラット修正条項 (Platt Amendment) を破棄。 |
| 1941年 | フランス       | レバノン独立宣言、フランスの委任統治が事実上終結(この時までシリアと共に統治される)。1943年に独立が承認される。 |
| 1941年 | イタリア       | エチオピア、エリトリア及びティグレ (Tigray) (併合地域)、ソマリアのイタリア領有地が連合国によって1935〜36年来の不安定な占領から解放され、以後統一的な植民地連邦に属さなくなる。オガデン (Ogaden) 砂漠(ソマリアが領有を主張)は、1948年までイギリス軍の支配下に留まる。 |

### 第二次世界大戦以後今日まで

#### 東欧
第二次世界大戦の後、ドイツはオーデル川とナイセ川の東の地域をポーランド（ポモージェ、シレジアおよび西プロイセンを獲得）、チェコスロヴァキア（ズデーテン山地を獲得）、及びソ連（東プロイセンを獲得）に割譲した。ドイツ系地元民は土地を追われ、一方で新しく支配権を得た国からの人々がそれぞれの地域を植民地化した。

#### 米州
第二次世界大戦時の日本によるフィリピンへの侵攻と占領の後、フィリピンは平和的にアメリカより独立した。しかしながら、プエルトリコなどの他の米国植民地は、活発な独立運動や反乱もあったものの、完全な独立を獲得しなかった。プエルトリコは1952年に自治政府が成立し、アメリカとの連邦下に入った（自由連合州: Commonwealth）。1953年、プエルトリコは国連決議748条により非主権保持国リストから除外されたが、プエルトリコは自決権を保持する独立国とは認めがたい状態にある。

#### 清国・中国
大清帝国以来、中国の王朝はチベットに対する宗主権を主張しており、清は本来のチベットの東部・東北部（アムド、カム両地域）に対して支配をおよぼし植民地化していった。
清の滅亡後の中華民国もチベット全域の領有を主張した。
それに対し、チベット中央部のウー・ツァンを支配していたチベット政府は独立を宣言し、チベット全域にわたる主権を主張した。中華人民共和国は1950年にチベットに軍事侵攻を行い、さらに1959年にはチベット全土を完全にその支配下に置いた。21世紀に入った現在も東トルキスタン、チベットは脱植民地化されておらず、亡命政府を樹立して中国政府に対し抗議活動を行っている。

#### 中華民国政府のチベット領有宣言
中華民国政府も同じく、チベットの領有権を主張している。

#### 年表
| 年     | 宗主国                       | 事件 |
| ------ | ---------------------------- | --- |
| 1945年 | 日本                         | 朝鮮半島を統治していた日本の連合国への降伏後、北朝鮮をソ連が、南朝鮮をアメリカが統治する。 |
| 1945年 | 日本                         | 台湾を統治していた日本の連合国への降伏後、中華民国が支配する。 |
| 1946年 | アメリカ                     | フィリピンの独立がアメリカにより承認される。 |
| 1946年 | イギリス                     | イギリスが国際連合信託統治制度による統治を放棄し、旧トランスヨルダン首長国 (Transjordan) （現ヨルダン）がスルタンであるハーシム家の独立王国となる。 |
| 1947年 | イギリス                     | インドおよびパキスタン（現バングラデシュ含む）が独立。旧英領インド帝国領地のヒンドゥー教およびイスラム教のどちらが優勢かによる地域の分割を試みた。 |
| 1948年 | アメリカ                     | 8月に南朝鮮で大韓民国が成立。翌年1月にアメリカが承認。 |
| 1948年 | ソ連                         | 9月に北朝鮮で朝鮮民主主義人民共和国が成立。10月にソ連が承認。 |
| 1948年 | イギリス                     | 東南アジアではビルマ（現・ミャンマー）およびセイロン（現・スリランカ）が独立。中東では、イギリスのパレスチナ統治撤退に引き続いてイスラエルが独立を宣言。パレスチナの残りの地域はエジプトとヨルダンの一部となる。 |
| 1949年 | フランス                     | ラオスが独立。 |
| 1949年 | オランダ                     | オランダによる権益温存策が失敗に終わり、インドネシアの独立が承認される。 |
| 1951年 | イタリア                     | リビアが独立。 |
| 1952年 | アメリカ                     | プエルトリコが、アメリカ合衆国に属する自由連合州となる。 |
| 1953年 | フランス                     | カンボジアの独立を承認。 |
| 1954年 | フランス                     | ベトナムの独立を承認。ただし国は分断。ポンディシェリがインドに統合される。アルジェリア戦争開戦。 |
| 1954年 | イギリス                     | エジプトにおけるスエズ運河支配から撤退。 |
| 1956年 | イギリス                     | スーダン独立。 |
| 1956年 | フランス                     | マグリブにおいて、チュニジアとモロッコが独立。 |
| 1957年 | イギリス                     | ガーナ独立。ブラックアフリカの脱植民地化の端緒を開く。 |
| 1957年 | イギリス                     | マラヤ連邦独立。 |
| 1958年 | フランス                     | 西アフリカ海岸のギニアが独立を承認される。 |
| 1958年 | アメリカ                     | ドワイト・D・アイゼンハワー大統領によりアラスカ州法 (Alaska Statehood Act) が署名され、アラスカが州と同等の権利を保有することを認められる。 |
| 1958年 | イギリス                     | イラクの国連信託統治より撤退。イラクはハーシム家の独立王国となる（クーデターにより、その後すぐに共和制となる）。 |
| 1960年 |                              | アフリカ大陸で多くの独立国が誕生したことにより「アフリカの年」といわれる。 12月14日に国連決議「植民地独立付与宣言」。（後述） |
| 1960年 | イギリス                     | ナイジェリア、イギリス領ソマリランド（現・ソマリア）およびキプロスの大半が独立。ただしキプロス島のアクロティリおよびデケリアについてはイギリスが主権を保持。 |
| 1960年 | フランス                     | ベナン（当時はダホメ共和国）、オートボルタ共和国（現ブルキナファソ）、カメルーン、チャド、コンゴ・ブラザヴィル、コートジボワール、ガボン、マリ連邦（同年に現マリ共和国とセネガルに分裂）、モーリタニア、ニジェール、トーゴ、中央アフリカ（ウバンギ・シャリ）およびマダガスカルが独立。                                            |
| 1960年 | ベルギー                     | ベルギー領コンゴ（別名コンゴキンシャサ、後にザイール共和国と改称、今日のコンゴ民主共和国）独立。 |
| 1961年 | イギリス                     | タンガニーカ（旧ドイツ植民地で、イギリスの信託統治下におかれていた。1964年、ザンジバルと合併しタンザニア連合共和国を形成。ザンジバルは、オマーンのスルタンの支配下から奪われる形で19世紀末に正式にイギリスの保護領となっていた）、シエラレオネ、クウェートおよびイギリス領カメルーン (Cameroons) が独立。南アフリカが独立を宣言。 |
| 1961年 | ポルトガル                   | 飛び地領植民地であったゴア、ダマン・ディウ (Daman and Diu) がインドに占領される。 |
| 1962年 | イギリス                     | アフリカにおいてウガンダが、カリブ海においてジャマイカとトリニダード・トバゴが独立を達成。 |
| 1962年 | フランス                     | アルジェリア戦争終結。アルジェリア独立。 |
| 1962年 | ベルギー                     | ルワンダおよびブルンジ（当時ウルンジ）がベルギーの信託統治の終結により独立。 |
| 1962年 | ニュージーランド             | ポリネシアの王国西サモア（旧ドイツ領サモア、現サモア）への国連信託統治廃止。 |
| 1963年 | イギリス                     | ケニア独立。 |
| 1963年 | イギリス                     | シンガポール、ボルネオ島北部のサラワク州およびサバ州が、半島部のマラヤ連邦と共にマレーシアを建国。 |
| 1964年 | イギリス                     | ローデシア北部がザンビアおよびマラウイとして独立宣言。ニヤサランドも独立宣言。地中海のマルタが独立。 |
| 1965年 | イギリス                     | ローデシア南部がローデシア（現ジンバブエ）として独立宣言し、第2のアパルトヘイト国家となるも、承認されず。ガンビアの独立承認。インド洋モルディブ列島へのイギリスの保護国解除。 |
| 1966年 | イギリス                     | カリブ海においてバルバドスとガイアナが、アフリカにおいてボツワナ（旧ベチュアナランド）とレソトが独立。 |
| 1967年 | イギリス                     | アラブ半島において植民地アデンが南イエメンとして独立（1990年 - 1991年にオスマン朝の北イエメンと合併）。 |
| 1968年 | イギリス                     | モーリシャスおよびスワジランドが独立。 |
| 1968年 | ポルトガル                   | 9年間にわたるゲリラ闘争を経て、ギニアビサウの大半が現地民の支配下におかれる。 |
| 1968年 | スペイン                     | 赤道ギニア（旧リオムニ）が独立。 |
| 1968年 | オーストラリア               | 南太平洋のナウルへの信託統治（名目上はイギリス、ニュージーランドと共同統治）廃止。 |
| 1971年 | イギリス                     | 南太平洋においてフィジーおよびトンガが独立を認められる。 |
| 1971年 | イギリス                     | ペルシャ湾において、イギリスの保護統治が廃止され、アラブ王国としてバーレーン、カタール、オマーンおよび6つの休戦海岸国（同年にアラブ首長国連邦を形成）が独立。 |
| 1973年 | イギリス                     | バハマの独立承認。 |
| 1973年 | ポルトガル                   | ギニアビサウ南東部でゲリラが一方的に独立を宣言。 |
| 1974年 | イギリス                     | カリブ海においてグレナダ独立。 |
| 1974年 | ポルトガル                   | ギニアビサウの独立承認。 |
| 1975年 | フランス                     | インド洋のコモロ諸島の独立承認。 |
| 1975年 | ポルトガル                   | アフリカにおいてアンゴラ、モザンビーク、カーボベルデ諸島およびサントメ・プリンシペが独立。東ティモールが独立を宣言するも、9日後にインドネシアにより占領、併合される。 |
| 1975年 | オランダ                     | スリナム（旧オランダ領ギアナ）独立。 |
| 1975年 | オーストラリア               | 信託統治終了によりパプアニューギニア独立。 |
| 1976年 | イギリス                     | インド洋のセイシェル諸島が（1年間の自治期間を経て）独立。 |
| 1976年 | スペイン                     | 西サハラ（旧リオ・デ・オロ）に対するスペインの事実上の支配から撤退。領土はモーリタニアとモロッコの間で分割され（モロッコは1979年に不法占拠）、サハラ・アラブ民主共和国の独立宣言は一部の国から認められている。なお主権は紛争下にある。                                                                                            |
| 1977年 | フランス                     | フランス領ソマリ海岸（別名アファル・イッサランド、現ジブチ）が独立承認。 |
| 1978年 | イギリス                     | カリブ海においてドミニカ国が、南太平洋においてソロモン諸島およびツバル（旧エリス諸島）が独立。 |
| 1979年 | アメリカ合衆国               | パナマ運河地帯（1903年以来永久租借地として支配）のパナマへの返還決定。 |
| 1979年 | イギリス                     | 南太平洋のギルバート諸島（現キリバス）およびカリブ海のセントビンセントおよびグレナディーン諸島とセントルシアが独立。 |
| 1980年 | イギリス                     | ジンバブエ（旧（南）ローデシア）の独立が正式に承認される。ニューヘブリデス諸島の英仏共同統治植民地がバヌアツ共和国として独立。 |
| 1981年 | イギリス                     | ベリーズ（旧イギリス領ホンジュラス）とアンティグア・バーブーダが独立。 |
| 1983年 | イギリス                     | セントクリストファー・ネイビス（1963年以降統合領地）が独立。 |
| 1984年 | イギリス                     | ボルネオ島のブルネイが独立。 |
| 1990年 | 南アフリカ                   | ナミビアが南アフリカより独立。 |
| 1990年 | アメリカ合衆国               | もとドイツ帝国および大日本帝国の委任統治領であり、アメリカ合衆国の信託統治領であった太平洋諸島の信託統治の終了が国際連合安全保障理事会により最終的に承認される（実質的には1986年に統治終了）。マーシャル諸島とミクロネシア連邦の独立が最終成立。                                                                                  |
| 1994年 | アメリカ合衆国               | パラオ独立。大日本帝国の委任統治領であった後、国連の信託統治領としてアメリカ合衆国が統治し、1981年より自治政府がおかれていた。 |
| 1997年 | イギリス                     | 香港の統治権を中国に返還。 |
| 1999年 | ポルトガル                   | マカオの統治権を中国に返還。列強が清国から条約によって獲得した沿岸租借地の最後であった。香港同様中華人民共和国内の他地域と同じ地方統治制度には組み込まれず、半自治制度が保証されている。 |
| 2002年 | ポルトガル・（インドネシア） | 東ティモールが、3年間の国連の監督期間を経て、正式に独立を獲得。 |

## 国連決議「植民地独立付与宣言」
脱植民地化にとって非常に重要な事件が、1960年12月14日に国際連合総会において決議1514第15項として可決された「植民地独立付与宣言」である。
賛成89、反対0、棄権が9カ国(主要宗主国であるアメリカ合衆国、イギリス、フランス、ベルギー、ポルトガル、スペイン、南アフリカの7カ国と、オーストラリアにドミニカ共和国)であった。
2000年、国連決議1514可決40周年にあたり、国連総会は決議55/146を採択し、2001年〜2010年を第二次植民主義廃絶国際十年とした。

## 脱植民地後の組織
歴史や文化の共有のために、旧宗主国は旧植民地を植民地時代よりも緩やかな形で連合する組織を形成している。加入は任意であり、時には目標基準（通常は民主的統治の必須条件）を下回ったことを理由に除名される場合もある。これらの組織は連合国間の文化、経済、政治的利益をはかるが、実際には総体としてそれ自体が政治的に目立った活動を行っている例はない。
| 旧宗主国             | 組織                     | 設立年 |
| -------------------- | ------------------------ | ------ |
| イギリス             | イギリス連邦             | 1931年 |
| イギリス             | 英連邦王国               | 1931年 |
| イギリス             | 旧英領連合州※            | 1967年 |
| フランス             | フランス連合             | 1946年 |
| フランス             | フランス共同体           | 1958年 |
| フランス             | フランコフォニー国際機関 | 1970年 |
| スペイン・ポルトガル | ラテン連合 (Latin Union) | 1954年 |
| スペイン・ポルトガル | イベロ・アメリカ共同体   | 1991年 |
| スペイン・ポルトガル | ポルトガル語諸国共同体   | 1996年 |
| アメリカ合衆国       | 自由連合盟約※            | 1982年 |
| ヨーロッパ連合       | ACP諸国 (ACP countries)  | 1975年 |

　※ 国家自由連合（en:Associated states）を参照。国家自由連合には上記組織以外に様々なものがある。

## 立場の相違
脱植民地化については相当の議論がある。脱植民地という最終目標は、通常遍くよいものとしてみなされているが、完全独立の承認へと至る最良の道筋については多くの議論がなされている。

### 脱植民地化と政治不安
一部の論者は、第二次世界大戦後の脱植民地化運動は、特にアフリカで、性急に展開しすぎ、結果として新たに独立した国々で政情が不安定になってしまったという。
これに反論する人々は、この種の不安は、主に植民地時代に端を発する問題、例えば恣意的な国境線や、現地民への教育訓練の欠乏、バランスを欠いた経済システムなどの結果であるとする。

### 経済効果
ジョン・ケネス・ガルブレイスは、第二次世界大戦後の脱植民地化は経済的理由のために行われたとしている。著作"A Journey Through Economic Time"の中でガルブレイスは、列強にとって植民地貿易よりも先進国間の経済活動の方が経済的に大きな意味を持つようになり、植民地への関心が薄れていったことを指摘している。
宗主国が植民地を手放すことに大きな経済的打撃を感じなかった理由の一つは、費用と利益がなくなったのではなく、変質したからであった。宗主国はもはや植民地に対して経済その他の義務を負うという負担を持たなくなったが、引き続き安価な製品や労働力を旧植民地から獲得することができた。また宗主国の求める結果を得るために経済的、政治的、軍事的圧力をかけることも依然可能であった。そして最も大きな違いは、宗主国は植民地に対する責任を否定することができるようになったのである。

### 入植者
脱植民地化は、多くの人々が入植した植民地においては、それも特に何世代にもわたってその地に定着している場合、易しい問題ではない。この人々は、一般的には本国へ帰還させる必要があり、しばしば財産の多くを失うという事態を伴う。例えば、旧フランス領であったアルジェリアの脱植民地化では、ヨーロッパ人およびセファルディ系ユダヤ人の人口が多かったため、事態は特に困難を窮め、アルジェリアの独立の際に彼らの多くはフランスに退避した（ピエ・ノワール参照）。また、ジンバブエ（旧ローデシア）では、ロバート・ムガベ大統領が1990年代より白人農場主を攻撃対象とし、その資産を強制接収している。満洲、朝鮮、台湾に入植していた日本人も引き揚げと財産放棄を強いられ、特に満洲では残留孤児問題を生んだ。一部の地域では、入植者の重要性があまりに大きかったり、現地民がもはや少数派となってしまったがために、脱植民地化がほとんど、あるいは全く不可能の地域すらある。これには例えば、イギリス系が優勢を占めるケイマン諸島や北米の入植者社会があたる。

### 冷戦時代
ソビエト連邦は西側諸国の植民地支配を撤廃するために、西側寄りあるいは西側支配の政府に対して直接的転覆を図ったり、間接的な政治的指導や援助を行ったりした。この時期の革命の多くはこの種の影響を受けている。特にベトナム、ニカラグア、コンゴ、スーダンなどにおける紛争がその例として挙げられる。

#### 共産主義者・社会主義者の反植民地主義
ソビエト連邦指導者の大半はマルクス・レーニン主義に基づき、帝国主義は資本主義の頂点に位置づけられ、階級差別社会を生み出すものとした。そのため、ソビエト指導者は植民地の独立運動を支援したが、この動きは冷戦の激化とともにますます強まり、多くの独立戦争が冷戦の主戦場となったため、米国も反共の一環としていくつかの独立運動を支援する代理戦争に至った。
冷戦時代、共産主義国は多くの植民地でプロパガンダ、開発支援、経済支援、時には軍事支援をも行って反植民地主義運動を支持した。その中でも、アンゴラにおける武装反乱へのキューバの支援と、ベトナムにおけるソビエト連邦および中華人民共和国の支援が特筆に値する。

## 参照
1. ↑  “デコロナイゼーション（脱植民地化）とは・意味”. 2024年5月27日閲覧。

## （英語版の）参考図書
- Betts, Raymond F. Decolonization, Second Edition. Routlege (2004). ISBN 0-415-31821-1
- Keay, John. Last Post: The End Of Empire In The Far East. John Murray (1997) ISBN 0-7195-5346-6
- Fanon, Frantz. The Wretched of the Earth, Grove Press (1965) ISBN 0-8021-5083-7
- Verlag, Georg Westermann. Westermann Grosser Atlas zur Weltgeschichte.  Westermann (1997). ISBN 3-07-509520-6
- Anibal Quijano. 2000. "Coloniality of Power, Eurocentrism, and Latin America," Nepantla: Views from South. 1(3): 533-580
- Grosfoguel, Ramon. 2007. “The Epistemic Decolonial Turn: Beyond Political-Economy Paradigms,” Cultural Studies. 21(2&3): 211-223.
- Grosfoguel, Ramon, Nelson Maldonado-Torres and Jose Saldivar eds. 2005. Latin@s in the World-System: Decolonization Struggles in the 21st U. S. Empire. Boulder: Paradigm Publishers.